# Atentado de Beledweyne de 2022
El atentado de Beledweyne de 20222 ocurrió el 9 de febrero de 2022 cuando un terrorista suicida de al-Shabaab mató a 14 personas dentro de un restaurante en Beledweyne, Somalia.

## Trasfondo
El grupo terrorista islamista al-Shabaab, la rama somalí de al-Qaeda, comenzó su insurgencia durante la fase 2006-2009 de la Guerra Civil Somalí. Participaron en batallas en Beledweyne, Hiran, estado de Hirshabelle en 2008, 2010 y 2011. En 2009, llevaron a cabo un atentado suicida con coche bomba en un hotel allí, matando a 57 personas. En 2013 llevaron a cabo allí atentados suicidas en un restaurante y en una comisaría.

## Ataque
Durante la mañana del 19 de febrero de 2022, un terrorista suicida detonó una bomba en un restaurante de Beledweyene. Mató a 14 personas, incluido un candidato a las elecciones presidenciales del mismo mes e hirió al menos a otras 12. El mismo día, al-Shabaab se atribuyó la responsabilidad del ataque.

## Repercusiones
El 23 de marzo de 2022, dos atentados suicidas más mataron a más de 30 personas. El primero mató a Amina Mohamed Abdi y a muchos de sus guardaespaldas, mientras que el segundo fue un atentado con coche bomba contra un hospital en Beledweyne.